# Lost on You
Lost on You ist ein Lied der US-amerikanischen Pop- und Folksängerin Laura Pergolizzi alias LP. Das Lied erreicht in vielen europäischen Ländern die Top-5 der Singlecharts und wurde von der italienischen Musikindustrie mit Vierfachplatin ausgezeichnet.

## Handlung
Das Lied und dessen Inhalt handelt von einer gescheiterten Beziehung im Leben der Sängerin. Mit Lost on You verarbeitet die Sängerin den Schmerz, welchen sie damals und auch heute noch wegen der Trennung verspüre. Sie hat gegenüber der ARD zugegeben, dass sie dadurch, dass sie das Lied veröffentlicht habe und heute vor einem riesigen Publikum singe, einen Teil der Schmerzverarbeitung spüre. Sie sagt, dass sie die Narben der Trennung zwar noch auf ihrer Haut trage, aber über den Erfolg des Liedes sehr stolz sei.

## Musikvideo
Im Musikvideo zu Lost on You sieht man Pergolizzi jeweils im Wechsel mit einer rothaarigen Frau. Die Frau ist Fotomodell Laura Hanson Sims. LP kennt sie zwar privat gut, hat aber keine engere Beziehung zu ihr. LP schaut im Musikvideo oft sehnsüchtig und trinkt, um über den Kummer hinwegzukommen. Sie stellt damit ihren eigenen Charakter dar, der auch Ecken und Kanten hat. Am Ende des Musikvideos ist Pergolizzis Freundin Lauren Ruth Ward zu sehen, die sie in den letzten Sekunden des Videos leidenschaftlich küsst. Ebenfalls im Video zu sehen ist Pergolizzis Bandmitglied, der Bassist Brian Stanley.

## Erfolg
Obwohl Lost on You bereits seit November 2015 existiert und sie das Lied bereits verschiedensten Plattenfirmen vorgespielt hatte, erzielte es anfangs keinerlei Charterfolge. Im Mai 2016 schaffte sie jedoch den Sprung auf Platz eins der griechischen Charts. Das Lied hielt diese Spitzenposition für 18 Wochen und war damit das erfolgreichste Lied des Jahres in Griechenland. Als Grund für ihren Erfolg gab Billboard an, dass viele Urlauber ihre Musik am Strand hörten und sich das Lied dann über die Sommermonate hinweg über Griechenland verbreiten konnte. Ende Juni 2016 erreichte der Song auch die französischen und italienischen Charts. In Frankreich erreichte der Titel ebenfalls die Spitzenposition. In Italien erreichte das Lied eine Top-5-Platzierung und hielt sich zudem über drei Monate in den Top-10 der Singlecharts. Das Lied wurde daraufhin mit Doppelplatin ausgezeichnet. In Polen stand sie ebenfalls auf Platz eins der offiziellen Charts. 2019 erreichte die Live-Version von Lost On You eine Milliarde Aufrufe auf Youtube.

## Charts und Chartplatzierungen
Lost on You erreichte in Deutschland Position 42 der Singlecharts. In Österreich erreichte die Single Position vier und in der Schweiz Position fünf der Charts. In den deutschen Airplay-Charts erreichte die Single in sieben Chartwochen Position 62. Des Weiteren erreichte die Single die Spitzenposition in Belgien (Wallonie), Frankreich und Polen. In vielen ost- und südosteuropäischen Ländern, die keine offiziellen Charts haben, erreichte das Lied in inoffiziellen Airplay- und Downloadshopcharts Spitzenpositionen. In insgesamt 17 Ländern schaffte das Lied den Sprung auf Platz eins der iTunes-Charts und bei Shazam schaffte es das Lied auf Platz vier der meistgestreamten Songs. Des Weiteren war das Lied in den Jahreshitparaden von Belgien und der Schweiz vertreten.
Für LP ist es europaweit der erste Charterfolg in den Singlecharts.
| ChartsChartplatzierungen | Höchstplatzierung | Wochen |
| ------------------------ | ----------------- | ------ |
| Deutschland (GfK)        | 42 (15 Wo.)       | 15     |
| Österreich (Ö3)          | 4 (17 Wo.)        | 17     |
| Schweiz (IFPI)           | 5 (39 Wo.)        | 39     |

## Auszeichnungen für Musikverkäufe
2017 wurde Lost on You in Italien mit einer vierfachen Platin-Schallplatte für über 200.000 verkaufter Einheiten ausgezeichnet. Insgesamt wurde die Single weltweit einmal mit Silber, fünfmal mit Gold, 13 mal mit Platin und einmal mit Diamant für über 1,2 Millionen verkaufter Einheiten ausgezeichnet.

| Land/Region                  | Auszeichnungen für Musikverkäufe (Land/Region, Auszeichnung, Verkäufe) | Verkäufe  |
| ---------------------------- | ---------------------------------------------------------------------- | --------- |
| Belgien (BRMA)               | Gold                                                                   | 15.000    |
| Brasilien (PMB)              | 3× Platin                                                              | 120.000   |
| Dänemark (IFPI)              | Gold                                                                   | 45.000    |
| Deutschland (BVMI)           | Gold                                                                   | 200.000   |
| Frankreich (SNEP)            | Diamant                                                                | 233.333   |
| Griechenland (IFPI)          | Platin                                                                 | 6.000     |
| Italien (FIMI)               | 4× Platin                                                              | 200.000   |
| Norwegen (IFPI)              | Platin                                                                 | 60.000    |
| Österreich (IFPI)            | Gold                                                                   | 15.000    |
| Polen (ZPAV)                 | Platin                                                                 | 20.000    |
| Portugal (AFP)               | Gold                                                                   | 5.000     |
| Schweiz (IFPI)               | Platin                                                                 | 30.000    |
| Spanien (Promusicae)         | 2× Platin                                                              | 80.000    |
| Vereinigtes Königreich (BPI) | Silber                                                                 | 200.000   |
| Insgesamt                    | 1× Silber · 5× Gold · 13× Platin · 1× Diamant ·                        | 1.229.333 |